# Robert Barnard
Robert Barnard, född 23 november 1936 i Burnham-on-Crouch, Essex, död 19 september 2013 i Leeds, West Yorkshire, var en brittisk författare, kritiker och tidigare professor i engelsk litteratur.
Barnard studerade vid Balliol College i Oxford. Mellan åren 1966 till 1976 var han universitetslektor vid Universitetet i Bergen, där han också tog den filosofiska doktorsgraden. Därefter var han i sju år professor i engelsk litteratur vid Universitetet i Tromsø, innan han blev författare på heltid.
Barnard debuterade som kriminalförfattare 1974, med romanen Death of an old goat. Han är speciellt känd som författare av klassiska detektivberättelser, och har uppgivit Agatha Christie som sin egen favoritförfattare inom genren. 1980 utgav han en bok om hennes författarskap, A Talent to Deceive. An Appreciation of Agatha Christie. Bland andra böcker från Barnards hand kan nämnas en bok om Charles Dickens författarskap (Imagery and Theme in the Novels of Dickens, 1974) och en biografi över Emily Brontë (Emily Bronte, 2000).
Flera av Barnards romaner är färgade av hans vistelse i Norge. Bland dessa är Death in a Cold Climate (1980), som utspelar sig i Tromsø med inspektör Fagermoe vid Tromsø-polisen som huvudperson. Death in Purple Prose (1987) utspelar sig under en internationell konferens för romantikförfattare i Bergen. Under pseudonymen Barnard Bastable har han skrivit en serie detektivhistorier förlagda till en alternativ värld, där Wolfgang Amadeus Mozart överlevde 1791 och på sina äldre dar blev inblandad i flera mordmysterier.
Barnards böcker är översatta till en rad olika språk.

### Utgivet på svenska
- Ont blod 1991

## Priser och utmärkelser
- The Dagger in the Library 1994
- The Cartier Diamond Dagger 2003
- The Short Story Award 2006 för Sins of Scarlet